# Żuromino (jezioro)
Żuromino (kaszb. Jezoro Żëromińsczé) – jezioro wytopiskowe w Polsce położone w województwie pomorskim, w powiecie kartuskim, w gminie Stężyca na obszarze Pojezierza Kaszubskiego, na północ od Żuromina na skraju Kaszubskiego Parku Krajobrazowego. Ogólna powierzchnia jeziora wynosi 10,19 ha.